# Xã Waukenabo, Quận Aitkin, Minnesota
Xã Waukenabo (tiếng Anh: Waukenabo Township) là một xã thuộc quận Aitkin, tiểu bang Minnesota, Hoa Kỳ. Năm 2010, dân số của xã này là 316 người.